# 1 grosz (1796–1798)
1 grosz (1796–1798) – moneta groszowa bita dla Prus Południowych w latach 1796, 1797 i 1798 na stopę menniczą zbliżoną do polskiej z 1766 r.

## Awers
W centralnym części umieszczono popiersie Fryderyka Wilhelma II z prawego profilu, dookoła napis: „FRIDERICUS•WILHELM•BORUSS•REX”.

## Rewers
Na owalnej tarczy zwieńczonej koroną umieszczono orła pruskiego, wokół tarczy wieniec, pod nim znak mennicy – literka B albo E, dookoła napis: „I•GROSSUS•BORUSS•MERIDIONAL•” albo „I•GROSSUS•BORUS•MERIDIONAL•”, z po nim rok bicia: 1796, 1797 lub 1798.

## Opis
Moneta była bita w miedzi, w mennicach we Wrocławiu (literka B) i Królewcu (literka E). Stopień rzadkości poszczególnych roczników przedstawiono w tabeli:
| Nominał | Rok  | Nazwa prowincji na rewersie | Znak mennicy | Mennica   | Stopień rzadkości | Liczba egzemplarzy | Liczba odmian | Uwagi                                                             | Zdjęcie |
| ------- | ---- | --------------------------- | ------------ | --------- | ----------------- | ------------------ | ------------- | ----------------------------------------------------------------- | ------- |
| 1 grosz | 1796 | BORUS                       | B            | Wrocław   | R1                | 15 001–80 000      | 6             |                                                                   |         |
| 1 grosz | 1796 | BORUSS                      | B            | Wrocław   | R3                | 601–3000           | 1             |                                                                   |         |
| 1 grosz | 1796 | BORUSS                      | E            | Królewiec | R1                | 15 001–80 000      | 2             | odmiany różnią się napisami BORUSS i BORUS na awersie             |         |
| 1 grosz | 1797 | BORUS                       | B            | Wrocław   | R1                | 15 001–80 000      | 1             |                                                                   |         |
| 1 grosz | 1797 | BORUSS                      | B            | Wrocław   | R                 | 80 001–400 000     | 24            |                                                                   |         |
| 1 grosz | 1797 | BORUSS                      | E            | Królewiec | R1                | 15 001–80 000      | 4             |                                                                   |         |
| 1 grosz | 1798 | BORUSS                      | B            | Wrocław   | RR                | 1                  | 1             | być może moneta została wybita w Królewcu, ale zapchanym stemplem |         |
| 1 grosz | 1798 | BORUSS                      | E            | Królewiec | R4                | 121–600            | 2             |                                                                   |         |